# 羅馬文明博物館

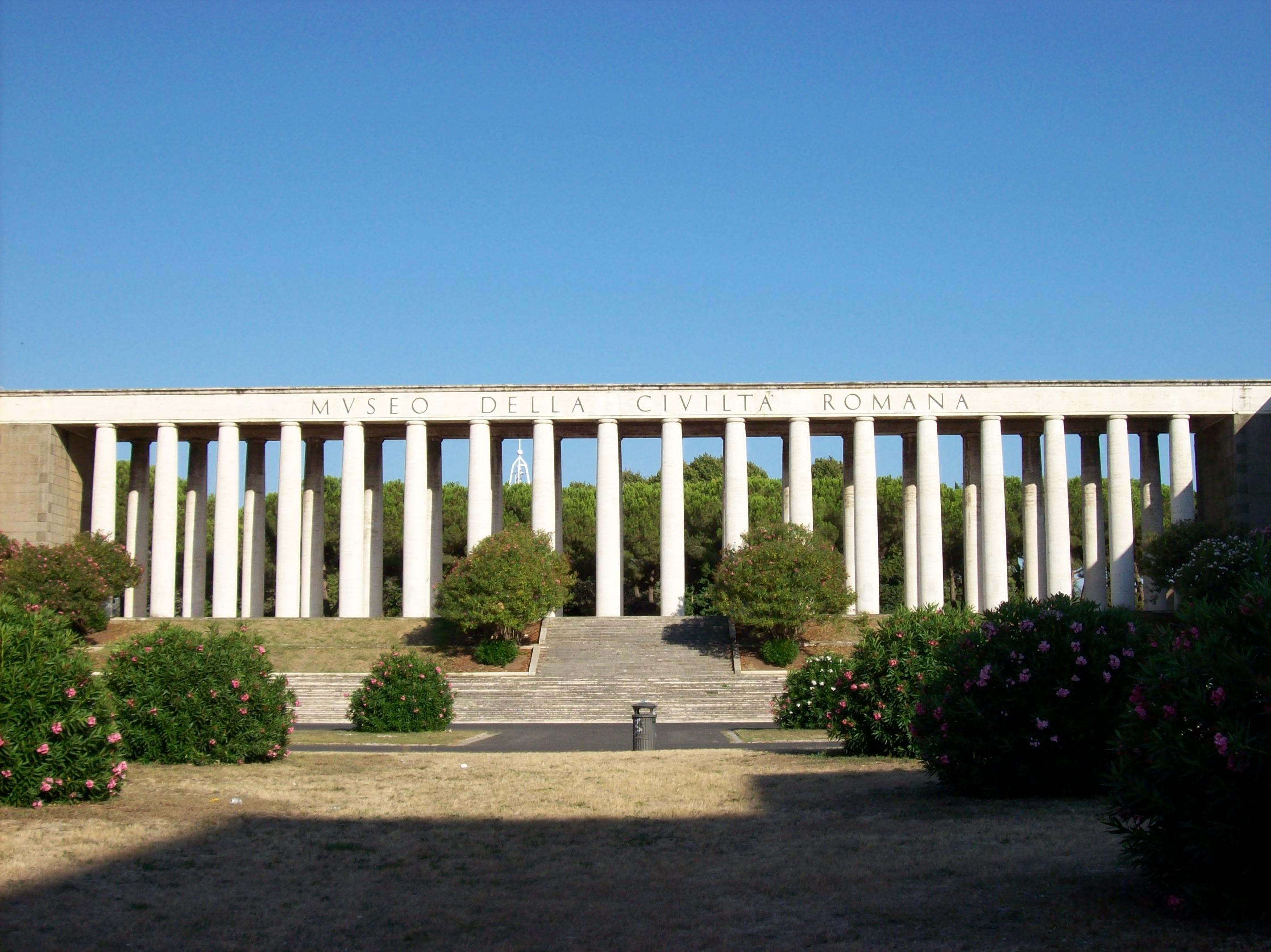

羅馬文明博物館（義大利語：Museo della Civiltà Romana）是位於義大利EUR區的一座以古羅馬文明為展示主題的博物館。博物館展示古羅馬起源至4世紀時的歷史，除了發掘出的資料之外，亦展示十分精密的模型及複製品。可通過地鐵直達博物館。

## 外部連結
- Official website （页面存档备份，存于）
- （页面存档备份，存于）
- Model of Archaic Rome （页面存档备份，存于）